# Eugenia turneri
Eugenia turneri är en myrtenväxtart som beskrevs av Mcvaugh. Eugenia turneri ingår i släktet Eugenia och familjen myrtenväxter. Inga underarter finns listade i Catalogue of Life.